# Robbie Amell
Robert Patrick Amell (sinh ngày 21/4/1988) là nam diễn viên người Canada. Anh được biết đến qua các  vai như: Stephen Jameson trong sê-ri The Tomorrow People, Ronnie Raymond/Firestorm trong sê-ri The Flash.

## Thời thơ ấu
Amell sinh ra tại Toronto, Ontario, anh là con trai của bà Jo (Burden) và ông Rob Amell. Năm 2006, anh tốt nghiệp Trung học Sir John A Macdonald Collegiate tại Toronto. Sau đó một thời gian, anh bắt đầu sự nghiệp diễn xuất.

## Đời tư
Amell bắt đầu hẹn hò nữ diễn viên Italia Ricci vào tháng 7 năm 2008. Đến ngày 20 tháng 8 năm 2014, cả hai đính hôn. Hai năm sau, vào ngày 15/10/2016, họ kết hôn.

## Danh sách phim

### Điện ảnh
| Năm  | Tên                               | Vai                 | Ghi chú                  |
| ---- | --------------------------------- | ------------------- | ------------------------ |
| 2005 | Cheaper by the Dozen 2            | Daniel Murtaugh     |                          |
| 2007 | Left for Dead                     | Blair               |                          |
| 2007 | American Pie Presents: Beta House | Nick Anderson       |                          |
| 2008 | Picture This                      | Drew Patterson      |                          |
| 2009 | The Alyson Stoner Project         | Trong vai khách VIP |                          |
| 2012 | Struck by Lightning               | Justin Walker       |                          |
| 2014 | Criminal                          | Dino                | Phim ngắn                |
| 2015 | The Duff                          | Wesley Rush         |                          |
| 2015 | Max                               | Kyle Wincott        |                          |
| 2015 | Anatomy of the Tide               | Brad McManus        |                          |
| 2016 | Code 8                            | Taylor Reed         | Phim ngắn, đồng sản xuất |
| 2016 | Nine Lives                        | David Brand         |                          |
| 2016 | ARQ                               | Renton              |                          |
| 2017 | The Babysitter                    | Max                 |                          |
| 2018 | When We First Met                 | Ethan               |                          |
| 2019 | Code 8                            | Conner Reed         | Hậu kỳ                   |